# Quilago
Quilago, född 1490, död 1515, var regerande drottning av indianstammen Cochasquí i nuvarande Ecuador, berömd för sitt motstånd mot inkarikets expansion.
Quilago var hövding eller drottning av stammen Cochasquí kring staden Tabacundo i Ecuador. Mellan 1513 och 1515 motstod hon framgångsrikt den kampanj inka Huayna Capac bedrev för att utvidga inkariket mot norr. Hon besegrades slutligen av övermakten kring år 1515. Hon skonades och hölls endast under husarrest. Hon blev efter krigsslutet en av inkans gemåler, dock inte drottning. Hon har ibland angetts vara mor till Atahualpa, men detta är inte bekräftat. Enligt legenden försökte hon mörda inkan genom att locka honom i en fälla med hjälp av sexuella inviter. Inkan underrättades emellertid om planen av spioner, och kastade i stället henne själv i döden i den fallgrop hon förberett. 